# テクノロジー

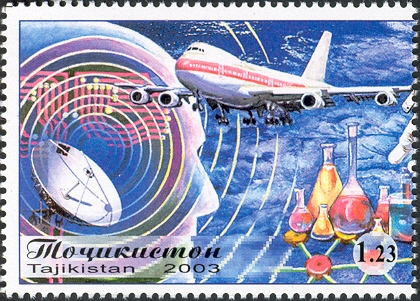
テクノロジーをテーマにしたタジキスタンの郵便切手

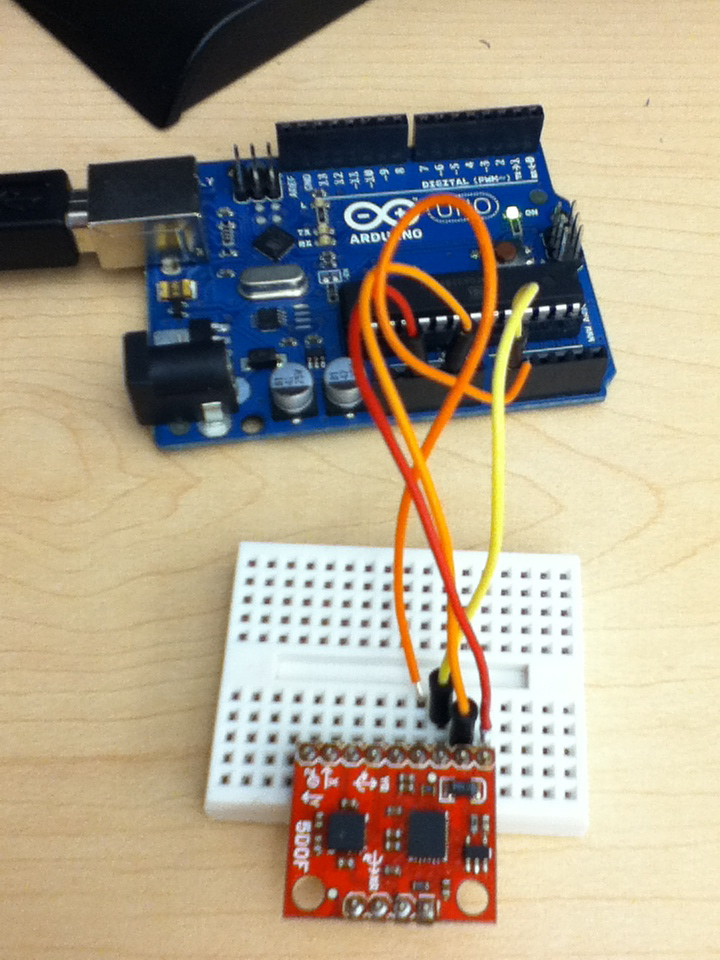
他者によって考案された製品をただユーザとして使うだけでなく、エレクトロニクスの知識を習得し、それを応用して、自分が使うものを自分ひとりだけのために作る、ということも行われている。写真はArduinoとブレッドボードを使った試作品。

テクノロジー（英語: technology）または科学技術、科技、技術学とは「特定の分野における知識の実用化」、「知識の実用化によって与えられる能力」、「科学的知識を個別領域における実際的目的のために工学的に応用する方法論」を指す概念。科学的知識を用いて開発された機械類や道具類を指すこともある。また「エンジニアリングや応用科学を扱う、知識の一部門」ともされる。
テクノロジーやテクニック（技術）の語源は古代ギリシア語「テクネー」であり、これは技術・学術・芸術・知識（エピステーメー）や制作的な理知（ロゴス）・能力等をも指す。
テクノロジーは技学、技術とも和訳されている。エンジニアリング（工学）も「技術」と和訳されることがある。

## 概要

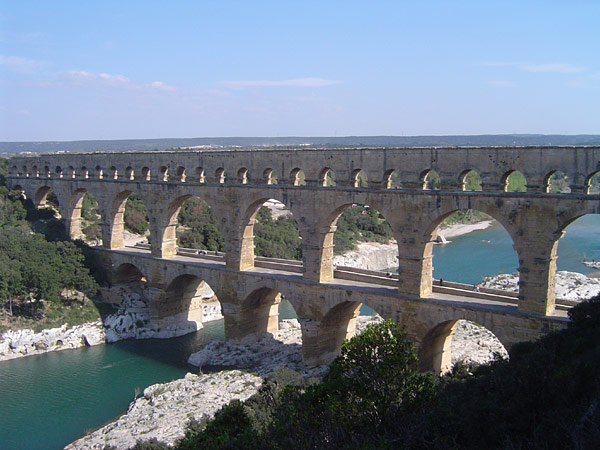
古代ローマ人は、石材の切り出し、石材の加工、木製クレーンの製作、アーチ作り、等々等々、実用的な知識を豊富に持ち、巨大建造物を巧みに建造した。またモルタルやセメント類に関する知識や技術も非常に豊富で、水中硬化性のモルタルすら使いこなし、水を流したまま水路を補修することもでき、ローマ市民にとって重要な水道を維持しつづけられた。古代ローマ人が開発し用いた 非常に優れたコンクリート類（やモルタル類）は「ローマン・コンクリート」と呼ばれており、現代の建築家らからも賞賛されている。写真は数ある古代ローマ帝国水道橋のひとつ、ポン・デュ・ガール。

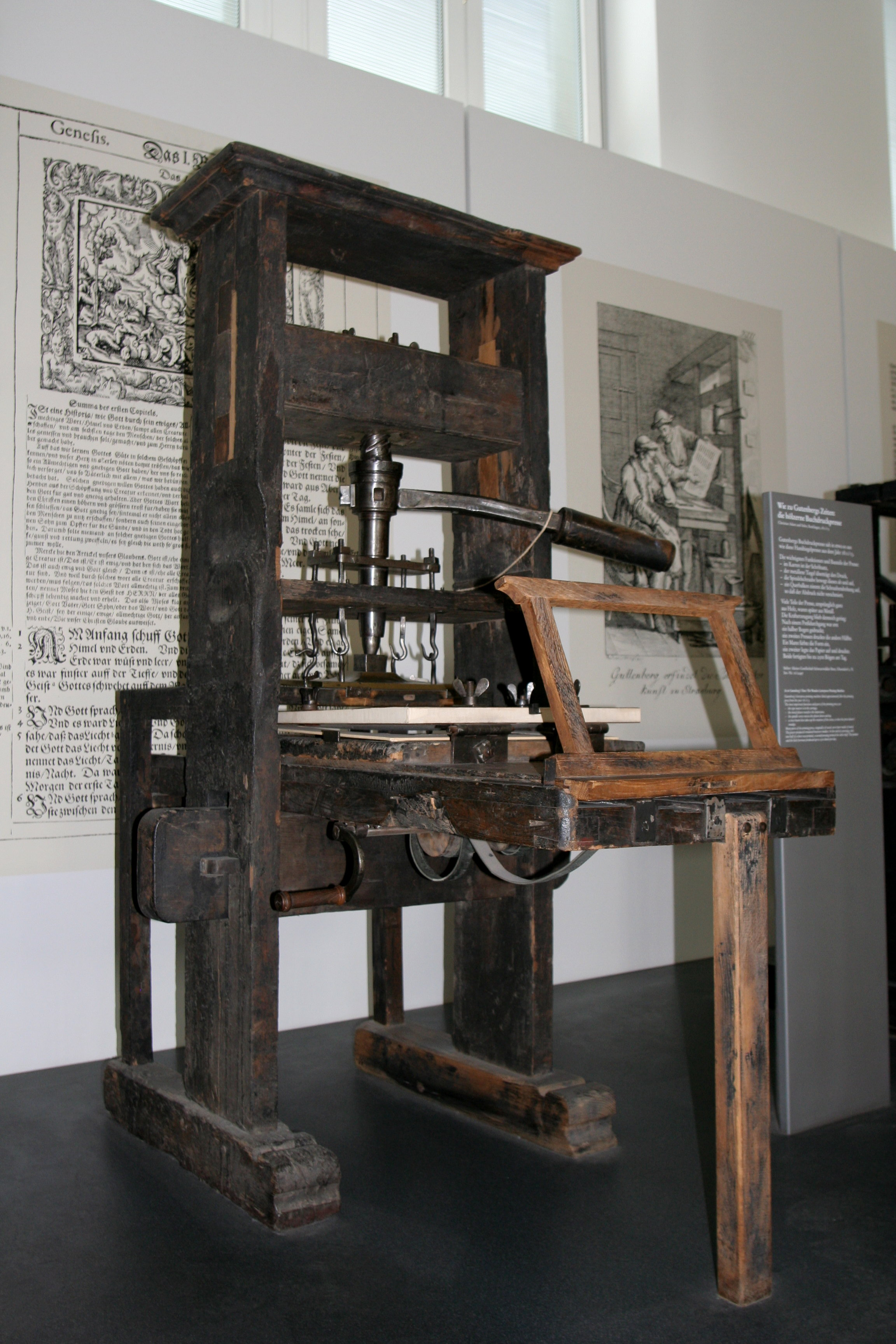
グーテンベルクによって圧搾機を応用して印刷機が発明されたことにより、それまで手で一文字一文字行っていた写本の書き写しと比べて、短い時間で大量に文字情報を複製することを可能にし、最初は聖書など神聖で高尚な内容の印刷に用いられたわけだが、印刷機は次第に、文化的な内容だけでなく、あまり文化的とは言えないような 低級な内容を大量に複製し撒き散らすためにも使われるようになっていった。

### 「テクノロジー」の語義・語源
「technology テクノロジー」という表現は17世紀初期に登場した表現であり、語源はギリシア語の technología (τεχνολογία) であり、τέχνη téchnē テクネー（＝「わざ」「技巧」）という語と -λογία -logia（＝「～論」「～学」）という意味の接尾辞を組み合わせた語である。
technologyの和訳は「科学技術」、「科技」、「技術学」、「技学」、「技術」など。

### 種類・分類
- ハイテク／ハイテクノロジー
- ローテク／ローテクノロジー
- IT／情報技術／インフォメーションテクノロジー
- ナノテク／ナノテクノロジー
- バイオテック／生物工学／バイオテクノロジー
- XT／交差科技／クロステック／XTech
  - フィンテック／金融科技／ファイナンシャルテクノロジー
  - エデュテック／教育科技／エデュケーショナルテクノロジー
  - ヘルステック／健康科技／ヘルステクノロジー
  - 物流テック
  - 不動産テック

テクノロジーの効用と害悪
アインシュタインは「科学技術の進歩というのは、病的犯罪者の手の中にある斧のようなものだ」と述べた。

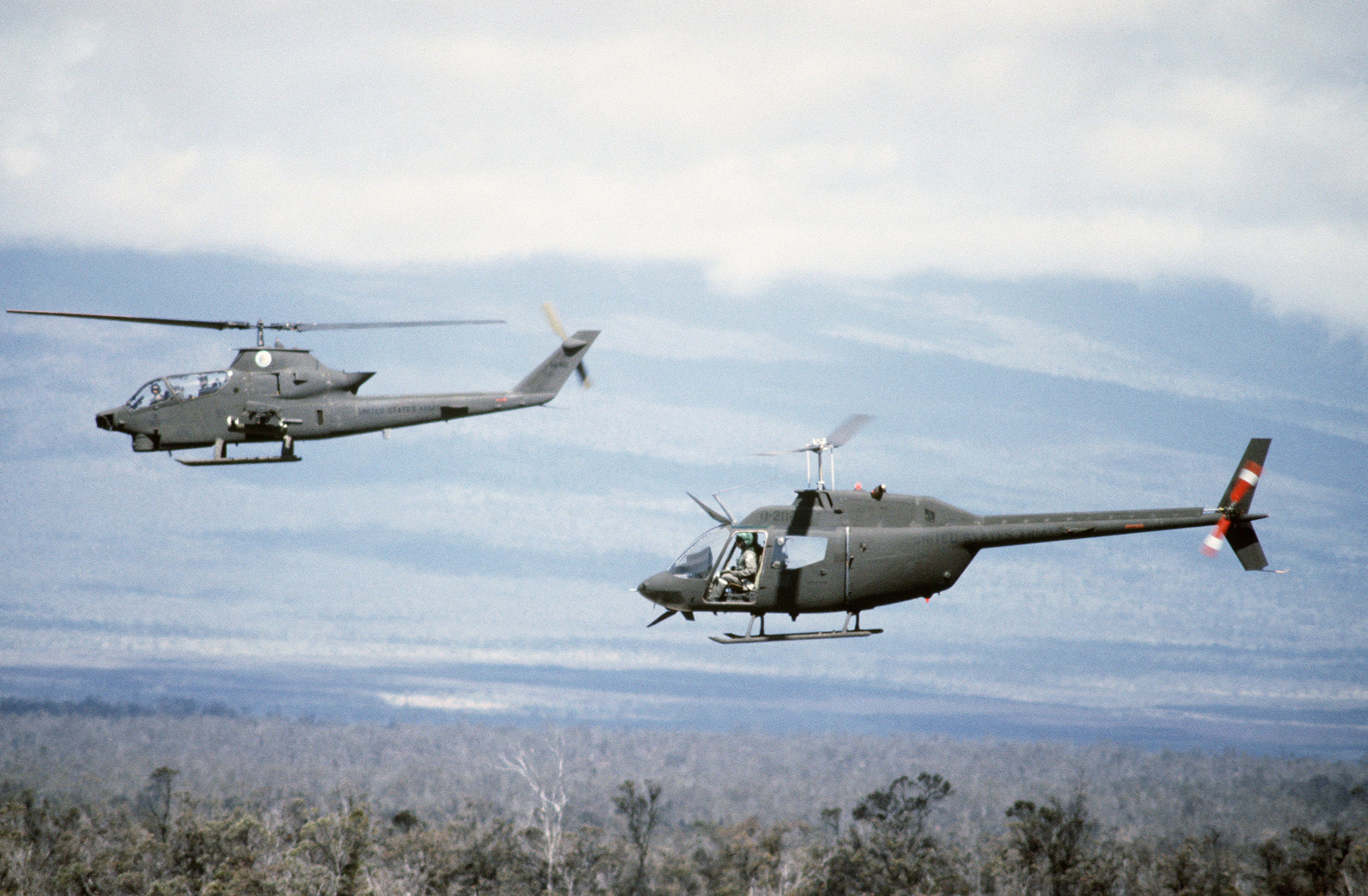
航空機は実用化されるとすぐに人殺しのために使われるようになった。すでに複葉機の時代から戦争のために利用（悪用）されるようになっていたのである。写真は軍用ヘリコプター2機。
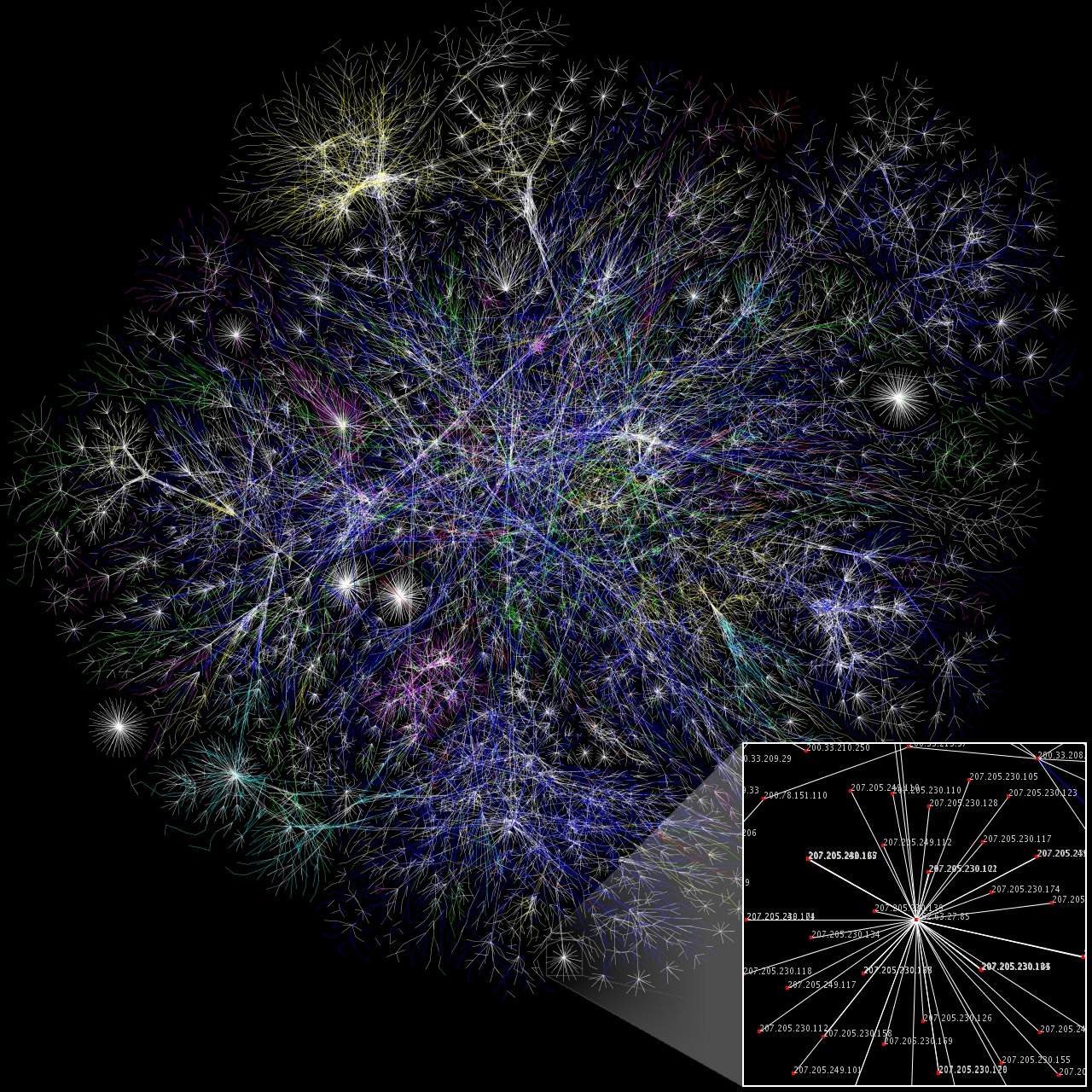
1990年代ころから普及が進んだインターネットは、国境を越えてネットワーク機器同士を、また人々同士を繋ぐようになり、現代の先進国の人々にとっては欠かせない存在となっている。写真は経路上の情報伝送の量をイメージ化した写真。
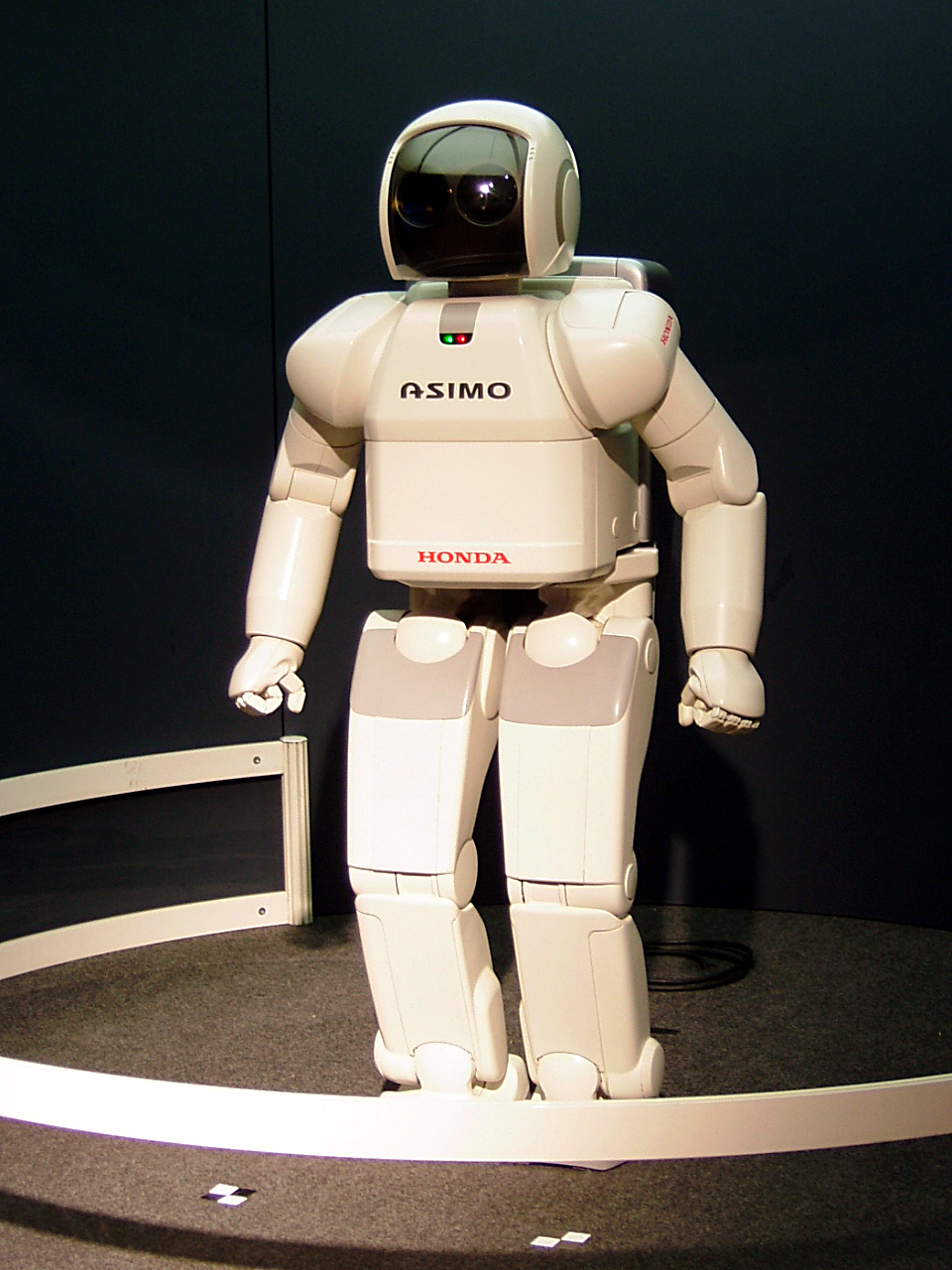
2000年にホンダが制作した ASIMO は、見事な2足歩行を実現し人々を感動させ、エキスポ2005に展示された。
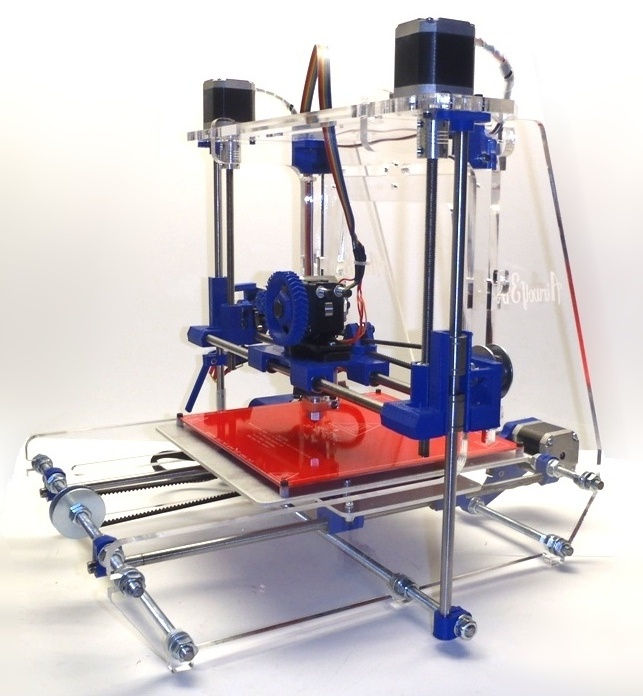
メイカームーブメントでは、様々なものを自作する。（写真は、金型無しで樹脂製のものを作れる3Dプリンター。）
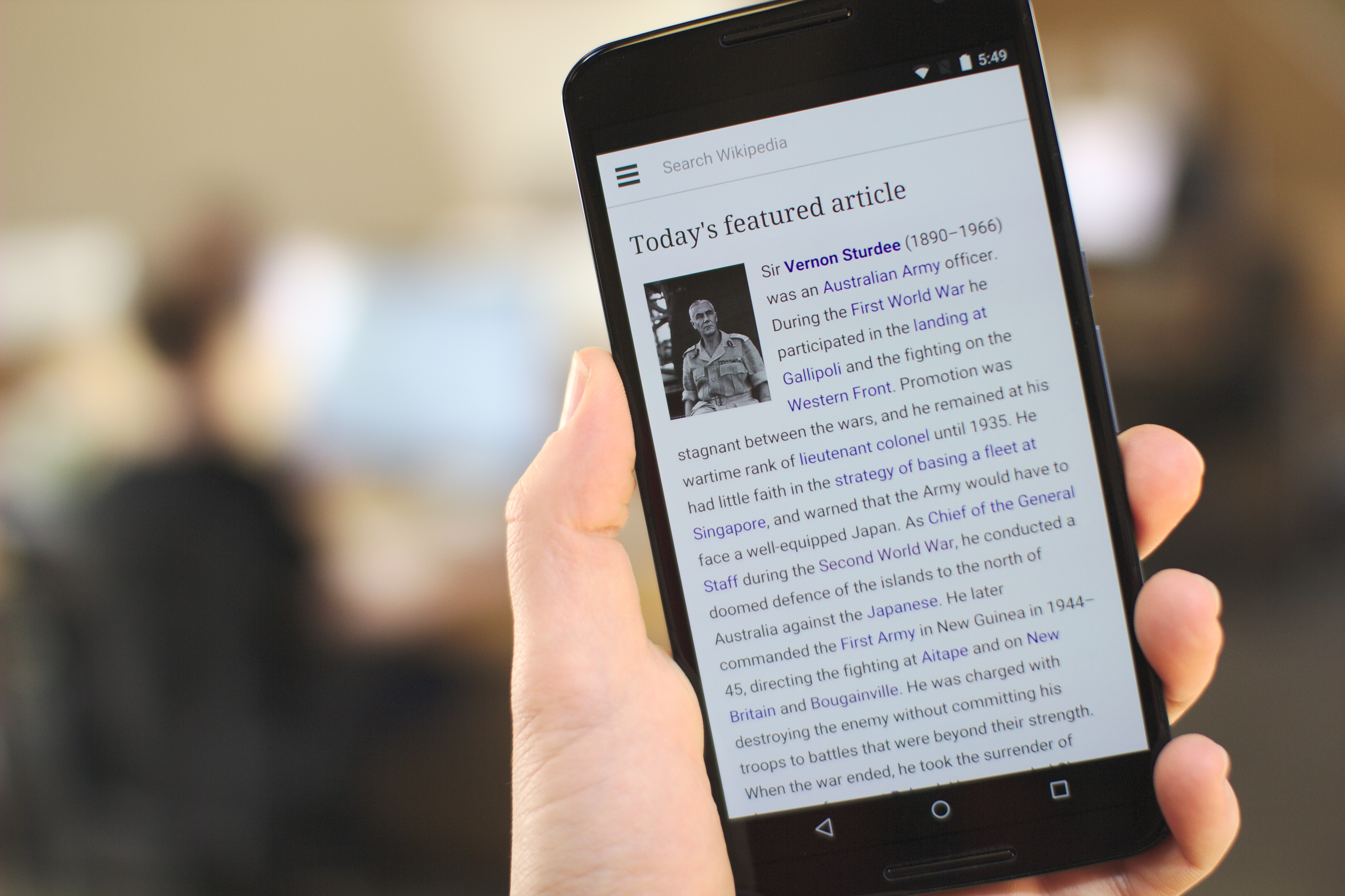
2010年代後半のスマートフォンは小さなボディでありながら、数十年前の、1室ほどの大きさで数十億円ほどもしていたスパコンと同等か、処理内容によってはそれ以上の性能を備えており、人々はそれを気軽にポケットに入れて持ち歩けるようになっている。

## 定義と用法
Merriam-Webster の辞書には、「特定の分野における知識の実用化」であり「知識の実用化によってもたらされる能力」と定義されている。アーシュラ・フランクリンは1989年の講演 "Real World of Technology" において、テクノロジーの新たな定義として「慣例、我々が物事を行うやり方」としている。
哲学者ベルナール・スティグレールは『技術と時間1:エピメテウスの過ち』の中でテクノロジーを「生物以外の手段による生物の追跡」および「組織化された無生物質」と定義している。
なお「テクノロジー」という表現で指される道具や機械は物質的なものだけとは限らない。コンピュータソフトウェアやビジネス手法といったものも、この意味でのテクノロジーの一種である。
Oxford Dictionaryの説明にあるように「テクノロジー」という用語は、エンジニアリングや応用科学に関する知識部門も指す。
テクノロジーは文化を生み出す活動、あるいは文化を変化させる活動と見ることもできる。
最近の例としては、コミュニケーションテクノロジーの進歩によって人々の間の障壁が弱まり、インターネットとコンピュータの発展の結果として新たなサブカルチャーであるサイバーカルチャーが生まれた。

## テクノロジー・技術・工学・科学の比較
『世界大百科事典』には
「技術　technology⁞engineering」
という項目があり、「技術」とそれ以外との分類方法をめぐって歴史上多様な議論がされてきたことが書かれている。
『日本大百科全書』にある「テクノロジー」の項目は、「技術」の項目へと転送されている。同項目によれば「技術」は、「科学技術」とも言うように、「科学」と並列されることが多くなっている。一方で原義から辿れば、技術および技術学（テクノロジー）は、工学（エンジニアリング）と異なる。エンジニアリングの語源はラテン語のインゲニウム（ingenium）で、《発明》・《天才の所産》を意味する。そうした成立経緯があるため、現代の大学や学会で「工学」は《特殊な職業人的な教育と研究》を意味する。一方で技術および技術学（テクノロジー）の由来は、職業教育を求めないゲッティンゲン大学の《一般的教育》であり、この大学は《自由な教授と学習》を誇っていた。そうした特徴は現代にも及んでいる。

### 歴史的経緯
古代ギリシアでは、人間の「制作活動一般に伴う知識や能力」が尊重されて《技術　テクネー》と総称されていた。また、技術は学問（古代科学）でもあった。プラトンの『ゴルギアス』によると、技術とは《本質についての理論的知識（ロゴス）を持つ働き》である。アリストテレス哲学では、技術は《知識　エピステーメー》と同義だとされる。特にアリストテレスの『ニコマコス倫理学』によると、技術は単なる知的能力ではなく、《学問的かつ経験的で普遍的かつ個別的な真理認識の能力》だとされる。ここでの「技術」とは《制作による一定の真理解明》（エントベルゲン Entbergen）だとハイデッガーは言う。
古代～中世にわたって原始的な科学の試行錯誤を行った技術・哲学・宗教思想・実利追求などの固まりは、錬金術と呼ばれる。16世紀以降、主に「科学革命」によって神秘性や思弁性が消えつつあった錬金術は、近代的な科学および科学技術へと変化していった。
《技術学》または《テクノロジー》は、啓蒙主義・機械論（機械論的自然観）・民主主義等の影響下で発生した。かつて18世紀ドイツのゲッティンゲン大学では、技術的学問として「技芸史」が存在していた。（ドイツ語ではクンストゲシヒテ（Kunst Geschichte）、英語ではアートヒストリー（art history）。）　そこへ影響したのが、啓蒙主義や機械論だった──すなわちフランシス・ベーコンやディドロやダランベール等による、自然哲学的・自然史的な技術研究が影響した。これにより、技芸史は1772年に《技術学　テヒノロギー（Technologie）》へと革新された。技術学は英語圏の「テクノロジー（technology）」に相当し、そしてアメリカのジャクソン流民主主義時代から普及していった。
他
Dictionary.comの定義では「科学」は、「システム的に整理された事実または真理を扱って一般的な法則の働きを示す、知識または学問の一分野」である。テクノロジーが科学研究の成果であるという単純なモデルには反対の立場のアナリストが多い。

## 歴史

### 旧石器時代（250万年前から紀元前1万年）

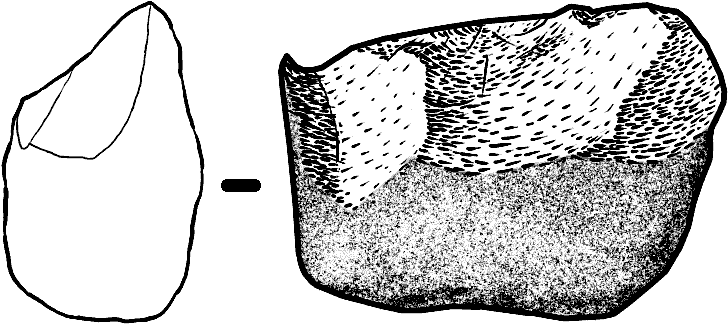
原始的な礫器

初期の人類による道具の使用は、部分的には発見の歴史であり、部分的には進化の歴史である。初期の人類は、既に二足歩行していた猿人の一種から進化したものであり、現代の人間に比べると脳の容量は3分の1だった。初期の人類の長い歴史上、道具の使用にはほとんど変化がなかったが、約5万年前に行動の複雑化と道具の使用が組み合わさり、現代的な意味での言語が生まれたと考古学者の多くが考えている。

#### 石器

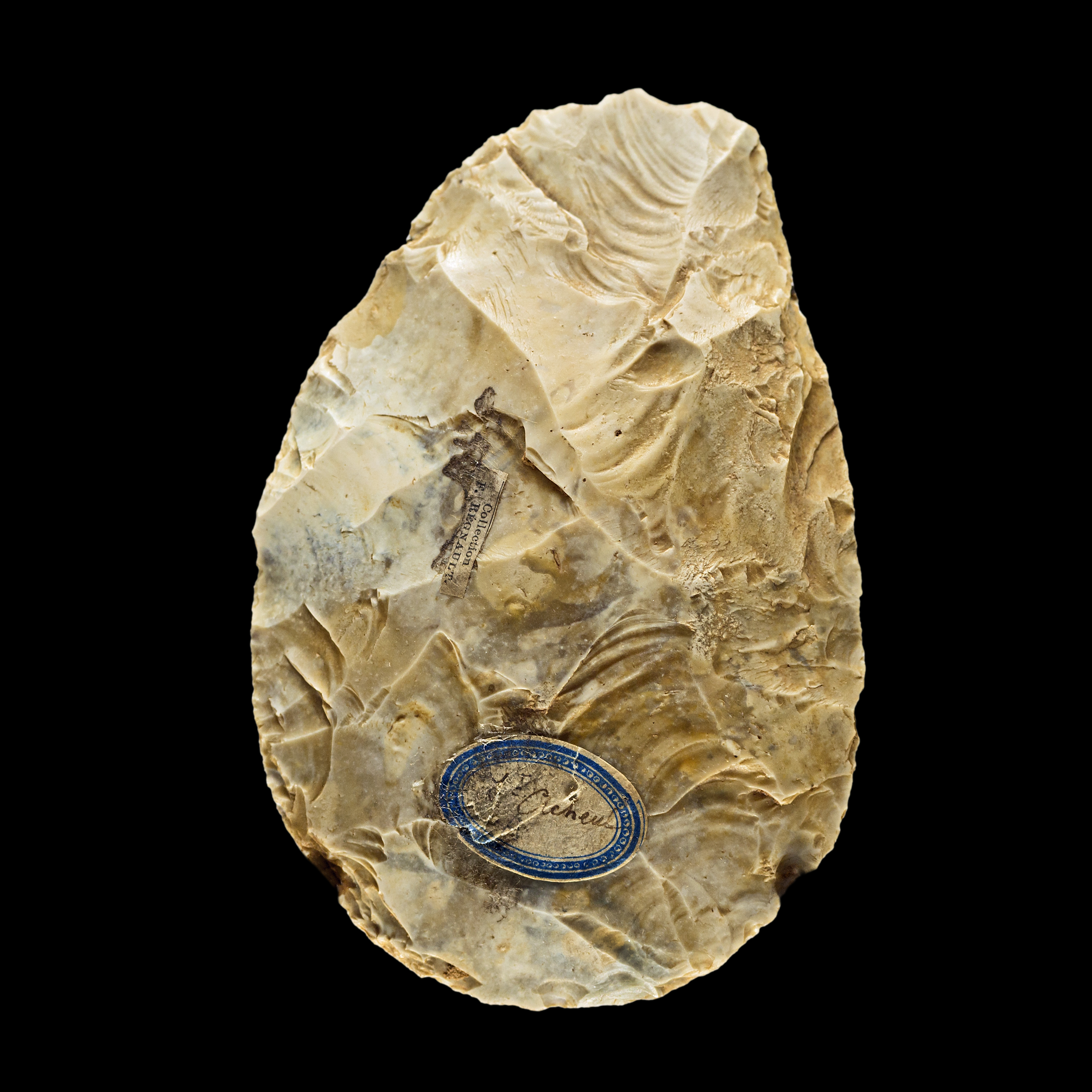
前期旧石器時代のハンドアックス

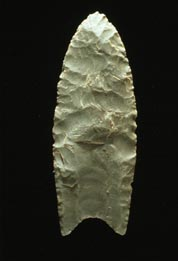
クローヴィス尖頭器。剥片石器の一種

約20万年前のホモ・サピエンスの誕生以前から、人類の祖先は石器などの道具を使っていた。最も古い製法の石器はオルドワン石器と呼ばれ、約230万年前に遡ると言われている。そのような石器の痕跡で最も古いものはエチオピアの大地溝帯で見つかったもので、約250万年前に遡る。このような石器を使用していた時代を旧石器時代と呼び、農耕が始まる12,000年前までの長い期間を指している。
石器の製法は、燧石などの剥げ落ちやすい性質のある硬い石の「石核」を石鎚で打って作った。これにより剥片にも石核にも鋭い縁ができ、主に礫器または削器といった形の道具として使用した。当時の人類は狩猟採集生活を送っており、獲物を屠殺したり、木を切ったり、木の実を割ったり、動物の毛皮を剥いだり、骨や木といったもっと柔らかい素材から道具を作るといった用途に適した石器が作られた。
最初期の石器は非常に素朴なもので、自然に割れた石と大差なかった。約165万年前ごろから石器を特定の形にするようになり、握斧などが生まれた。約30万年前に始まった中期旧石器時代には、典型的な形状の石核から様々な形状の石器を作る技法が確立し（en）、一つの石核から複数の石刃を短時間のうちに製造できるようになった。約4万年前に始まった後期旧石器時代には、押圧剥離という技法が生まれ、木や骨やシカの角を押し当てて微細な石片を形成するようになった。

#### 火
様々な用途がある単純なエネルギー源としての火の発見と利用は、人類のテクノロジーの発展にとってターニングポイントであった。いつ発見したのかは定かではない。「人類のゆりかご」で動物の骨を焼いた痕跡が見つかっていることから、100万年前より古くから火を日常的に使うようになっていたと言われている。学界では、ホモ・エレクトスが50万年前から40万年前に火を制御できるようになったというのが定説である。燃料には木や炭を使い、食料に熱を通すことで消化をよくし、栄養価を高め、食べられるものの種類も増えた。

#### 被服と住居
その他の旧石器時代のテクノロジーの進歩としては、被服と住居がある。どちらも正確な年代は不明だが、人間性の進化にとっては重要である。旧石器時代の進展と共に、住居も徐々に進化していった。38万年前ごろから、ホモサピエンスは一時的な木製の小屋を建てるようになった。被服としては、獲物の動物から剥いだ毛皮を使うことで、より寒冷な地域にも進出が可能になった。人類は20万年前ごろからアフリカ以外の地域への移住を開始し、ユーラシア大陸などに広まっていった。

### 新石器時代から古代（紀元前1万年から紀元300年）

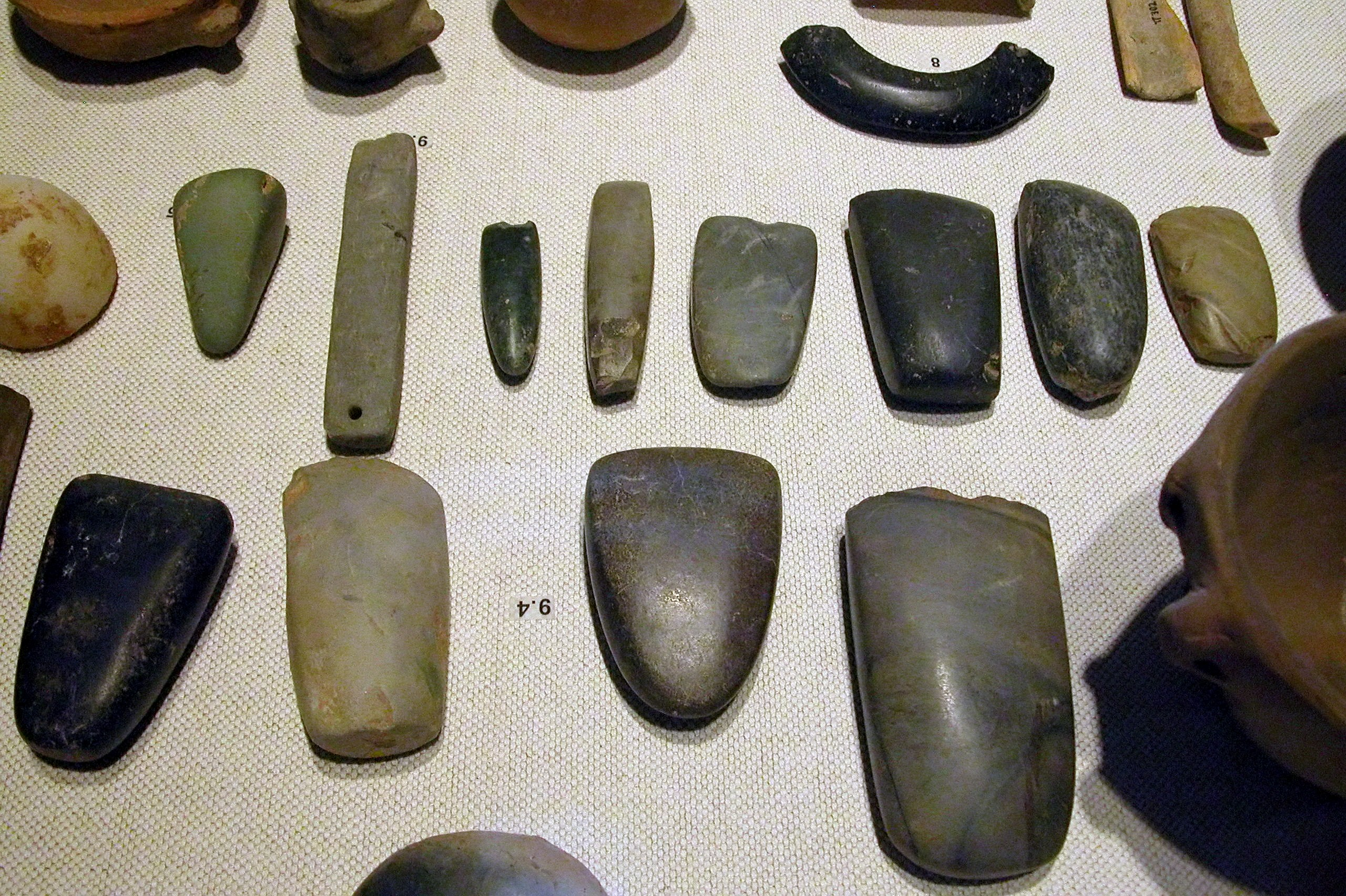
腕輪、斧、ノミ、研磨用具などの新石器時代の遺物

人類のテクノロジーは、新石器時代と呼ばれる時代から急激に進化し始めた。刃の部分を磨いた石斧の発明により、森林を大規模に切り拓くことができるようになり、農場を作ることができるようになった。農耕により、より多数の人口を養えるようになり、定住生活が広まっていった。定住していなかったころには子供を運ぶ必要があることから、子供を連続で産むことができなかったが、定住することで子供を同時に育てることが可能になった。さらに、子供は狩猟採集生活をしていたころよりも幼いころから労働が可能となり、収穫高の増加に寄与した。
人口の増加と労働力の増加により、仕事の専門化が始まった。メソポタミアのウルクのような都市が発生したきっかけや、シュメールのような文明が生まれたきっかけは定かではない。しかし、社会階層が増え、仕事が分化していき、隣接する文化との交易や戦争が起き、治水などの問題に対処するために団結が必要になったなど、様々な要因があると言われている。

#### 金属器
テクノロジーの進展により、炉やふいごが生まれ、天然金属（自然界に純度の高い状態で存在する金属）の精錬や鍛造が可能となった。最初に使われたのは金、銀、銅、鉛である。銅器はそれまでの石や骨や木製の道具よりも優れていることは明らかで、銅は新石器時代の当初（紀元前8000年ごろ）から使われ始めた。自然銅は自然界には少ないが、銅鉱石は多く存在し、その一部は木や炭で起こした火で熱することで容易に金属を取り出すことができる。そのようにして金属をあつかっているうちに、青銅や真鍮などの合金を発見することになった（紀元前4000年ごろ）。鋼などの鉄合金が使われるようになるのは紀元前1400年ごろからである。

#### エネルギーと輸送手段

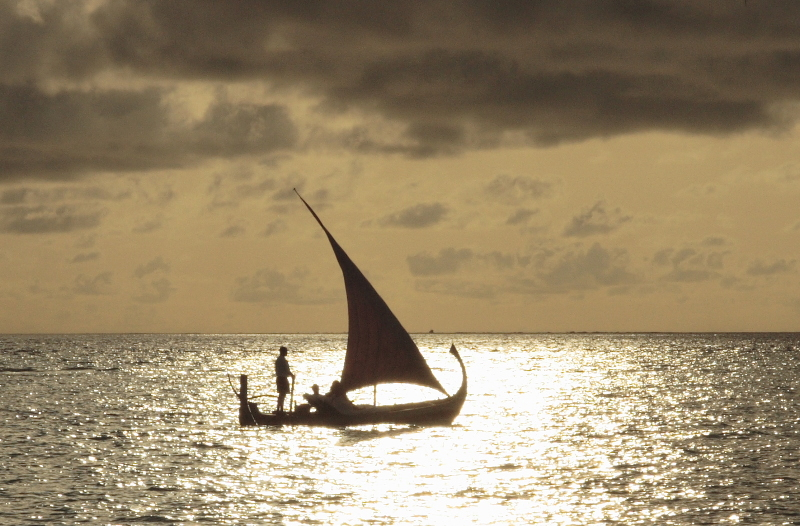
帆船 ドーニー。大三角帆は古代から用いられていた帆の形。

同じ頃、人類は新たな形態のエネルギーの利用法を学びつつあった。風の力はまず舟の帆で利用され始めた。記録に残っている世界初の帆船は、紀元前3200年ごろのエジプトのものである。先史時代からエジプト人は毎年洪水を起こす「ナイル川の力」を利用しており、灌漑水路を築いて溢れた水を盆地に導くことで灌漑用水を確保する方法を学んでいった。同様にメソポタミアのシュメール人もチグリス川とユーフラテス川について同様の利用方法を学んでいった。しかし、水力や風力をさらに有効利用するには、もう1つの発明が必要だった。

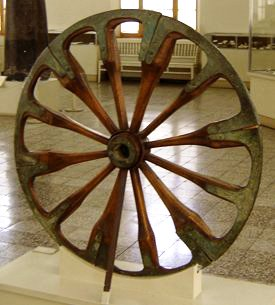
車輪は紀元前4000年ごろの発明と言われている。

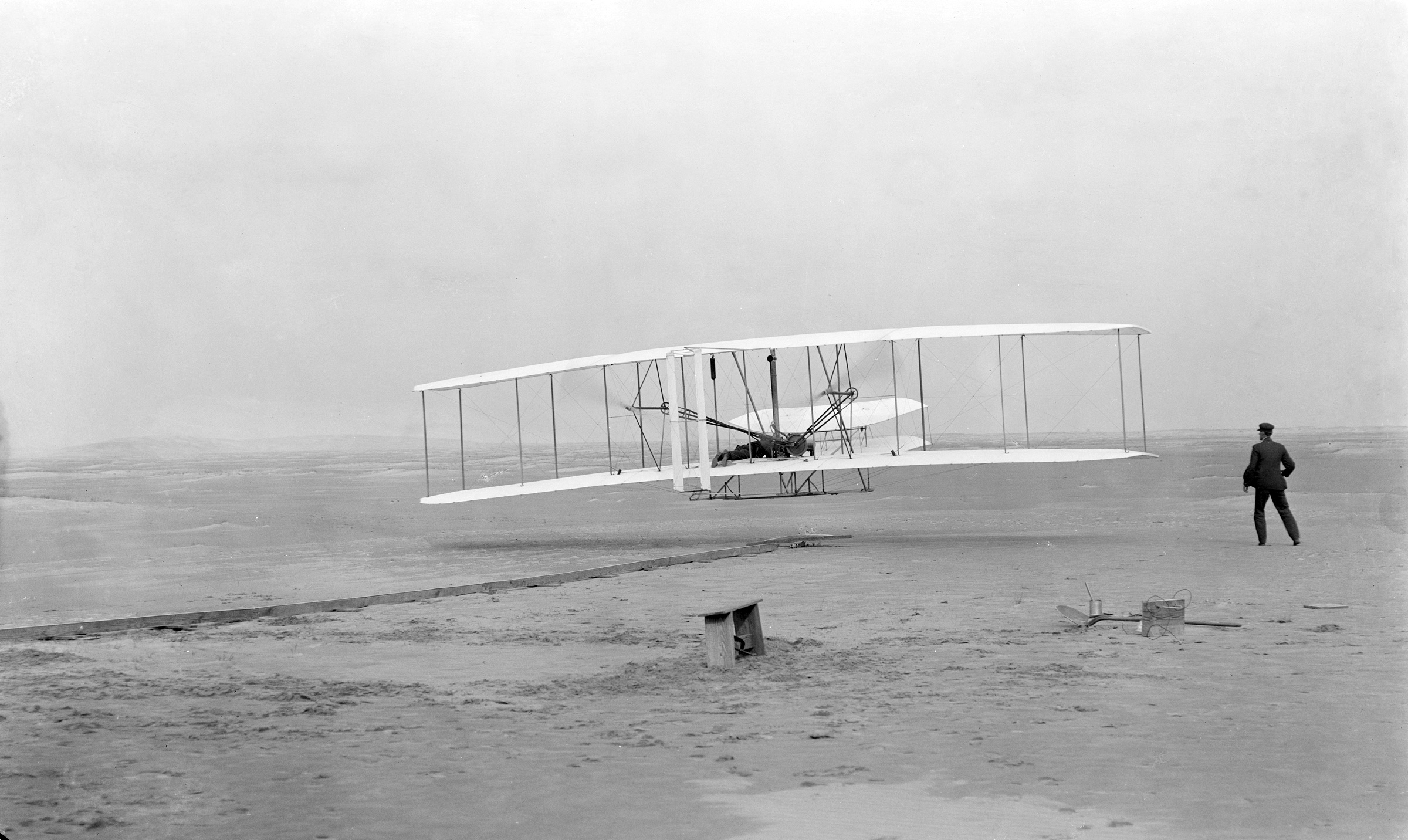
世界最初の飛行機（ライトフライヤー）

考古学者によれば、車輪の発明は紀元前4000年ごろとされている。車輪はおそらく、メソポタミアで発明されたと言われている。時期は紀元前5500年から3000年まで様々な説があるが、紀元前4000年ごろとする専門家が多い。車輪を使った荷車が描かれた人工物として最も古いものは紀元前3000年ごろのものである。しかし、そのような絵が描かれる千年前から、車輪を使った輸送手段が存在していただろうと言われている。また、同時代にろくろとして車輪を使っていた証拠も残っている。なお、元々のろくろは車輪を使ったものではなく、地面に突き立てた棒の上に真ん中に窪みか穴のある平らな板を載せただけのものだった。近年、スロベニアのリュブリャナの湿地で世界最古の木製の車輪が発見された。
車輪の発明は、輸送、戦争、陶工（最初の車輪の用途と言われている）といった様々な活動に革命をもたらした。車輪を使った荷車は重い物を運ぶのに使われ、ろくろは陶器の大量生産を可能にした。さらに、車輪は風車や水車といった新たなエネルギー変換手段を生み出し、人力以外の動力の応用という革命をもたらした。

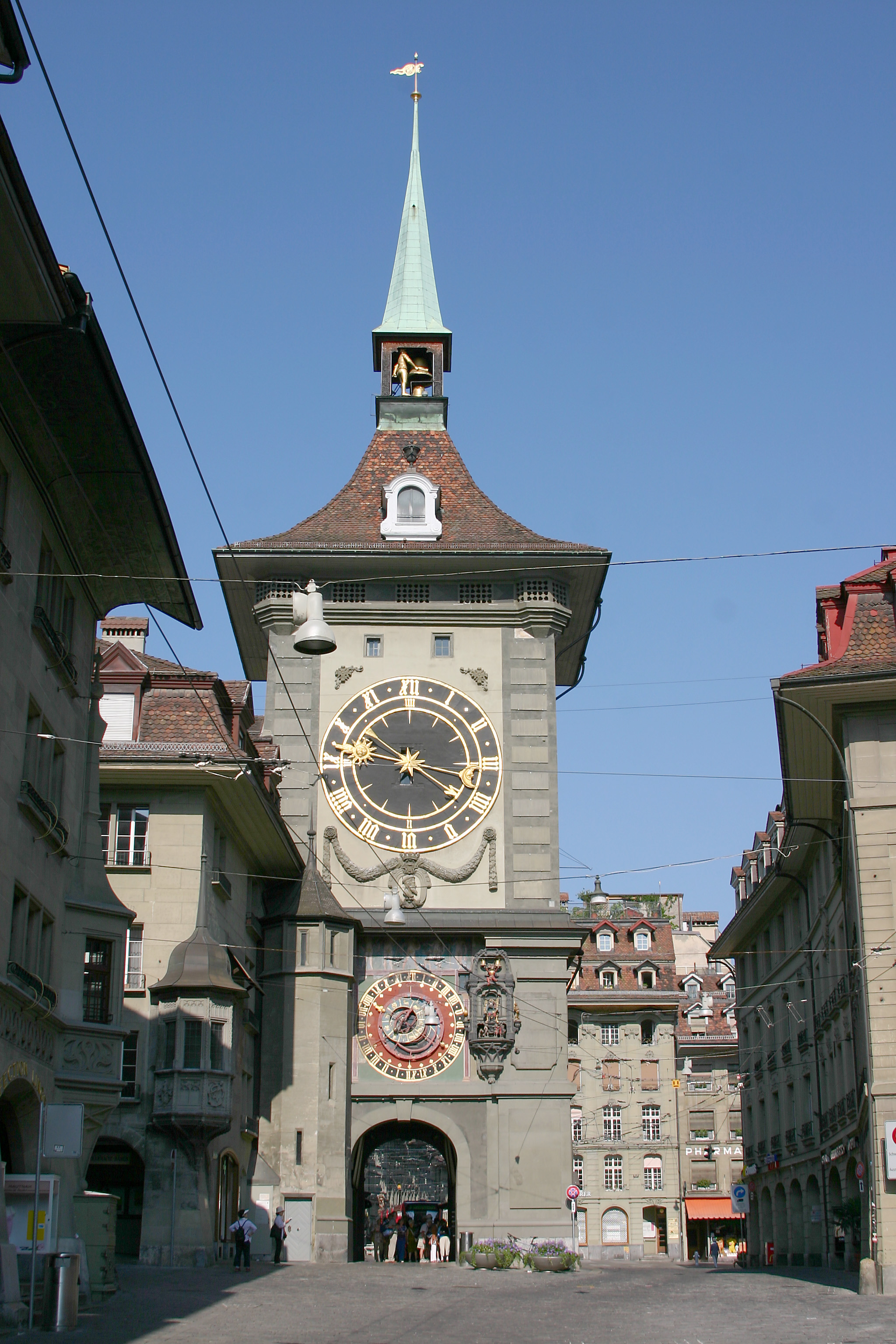
13世紀に作られた機械式時計:en:Zytglogge（スイス、ベルン）。

集積回路(IC)

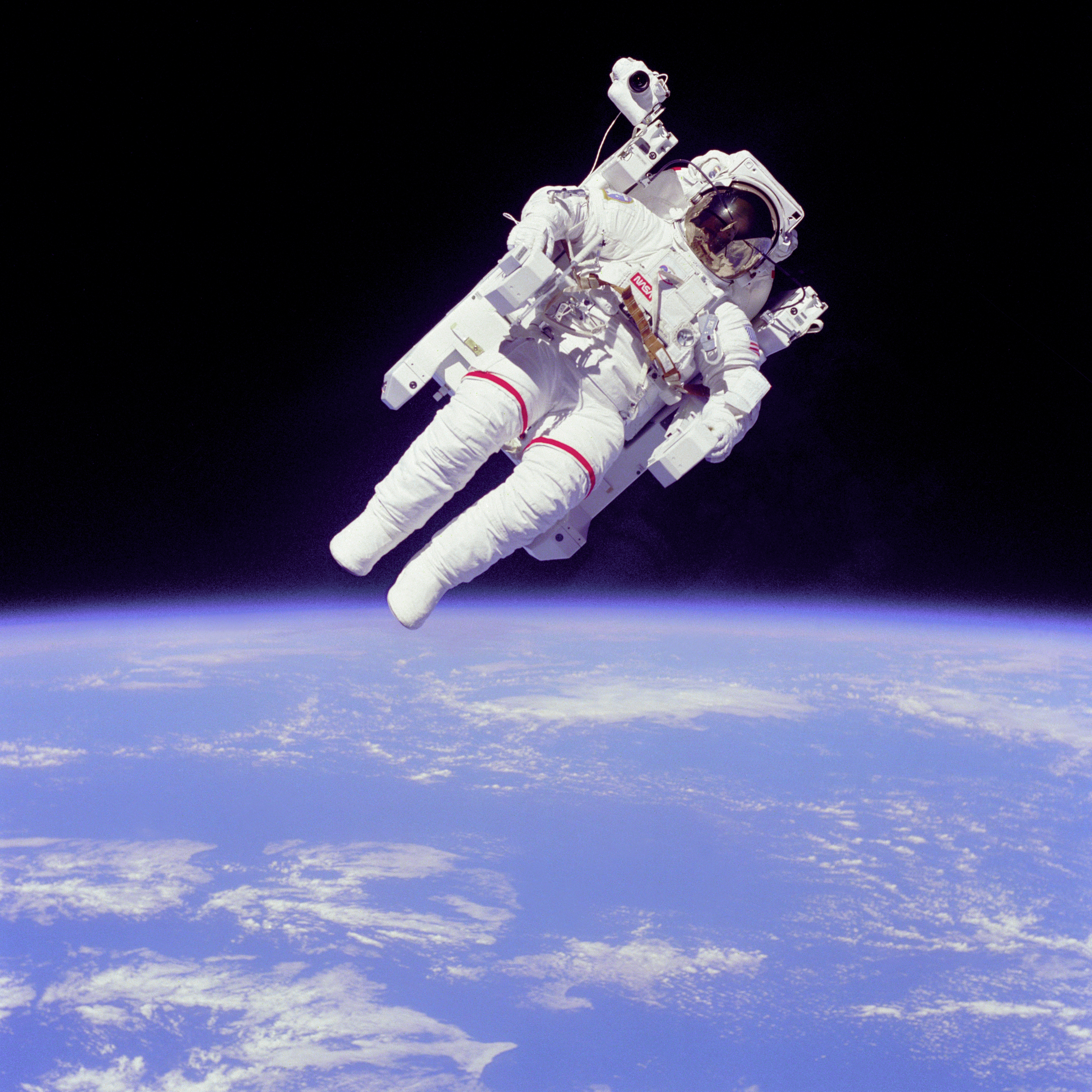
宇宙遊泳

### 紀元300年以降
道具には、単純な機械（てこ、ねじ、滑車など）と、より複雑な機械（時計、エンジン、発電機、電動機、コンピュータ、宇宙ステーションなど）の両方を含む。道具が複雑になると、それをサポートするのに必要な知識も複雑になる。現代の複雑な機械には、継続的に増大し洗練されていく技術マニュアル群が必要であり、設計者、製作者、保守者、利用者には専用の訓練が必要とされることが多い。さらに、そのような道具は非常に複雑であるため、技術的知識に基づくより小さな道具、プロセス、（それ自体が複雑な道具である）プラクティスの包括的基盤がそのような道具をサポートする形で存在している。それは例えば、工学であり、医療であり、計算機科学である。複雑な製造や建設の技法と組織は、そのような道具の構築に必要となる。産業全体が、より複雑な道具を次々に開発しサポートしていくために発展してきた。
テクノロジーと社会は強く相互に依存している。この相乗的関係は人類の黎明期に単純な道具を発明したときに始まり、今日も続いていると言われている。テクノロジーは歴史上、社会の様々な面、すなわち経済、価値観、倫理観、学界、集団、環境、政府などに影響し、影響されてきた。

## 問題点

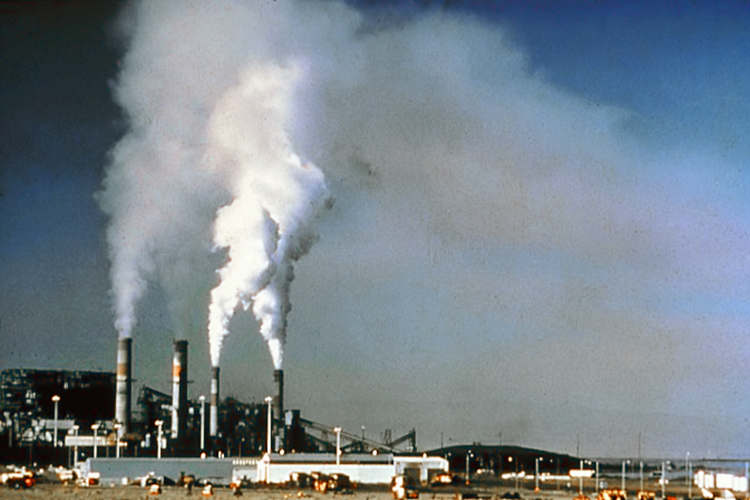
排煙が大気汚染を引き起こしている。（→公害、環境破壊

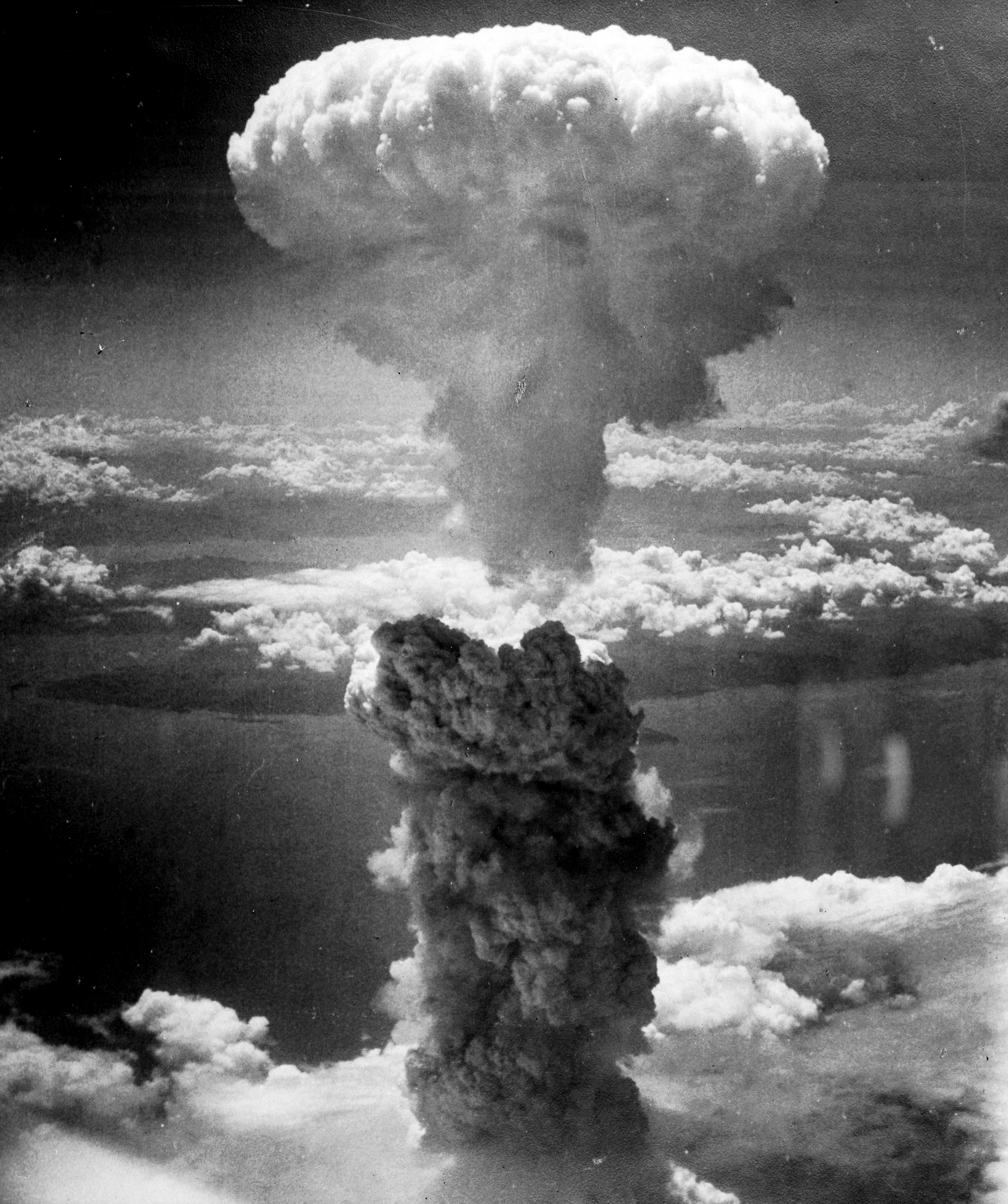
原子爆弾。写真は長崎原爆のキノコ雲
1945年8月9日

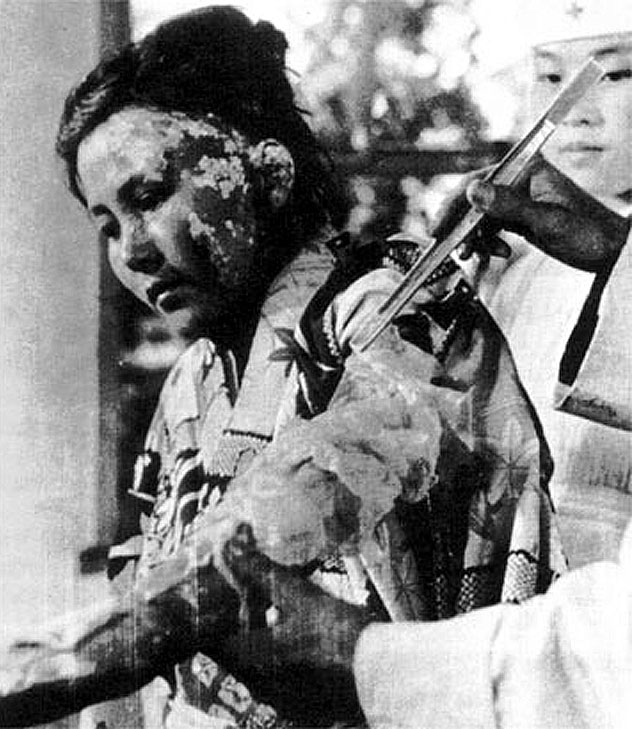
広島原爆の被害者。（1945年10月。日本赤十字病院)

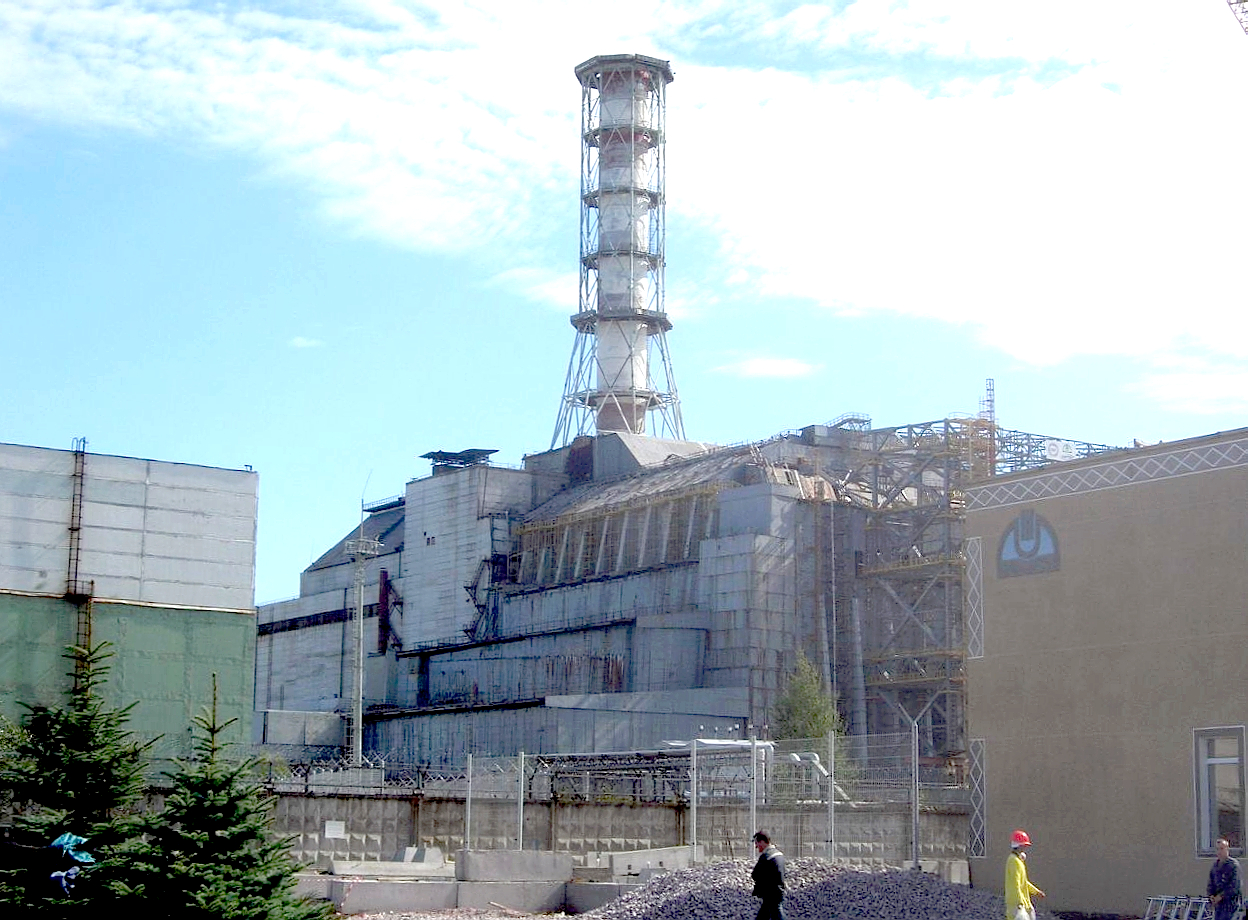
チェルノブイリ原子力発電所事故後、建屋をコンクリートで固めた通称「石棺」

テクノロジーは自然破壊や環境破壊を引き起こすことがある。
第二次世界大戦中に開発された原子爆弾は、その威力が通常兵器と比べて極端に大きく、人間を無差別かつ大量に殺戮する大量破壊兵器である。冷戦時代にも西側・東側の両陣営は大量の核兵器を保有し、米国やソ連の元首の判断次第でボタンひとつを押させ核戦争が勃発すれば、結果として人類がほぼ全滅する、と専門家らが予想するほどの状態にまでなった。

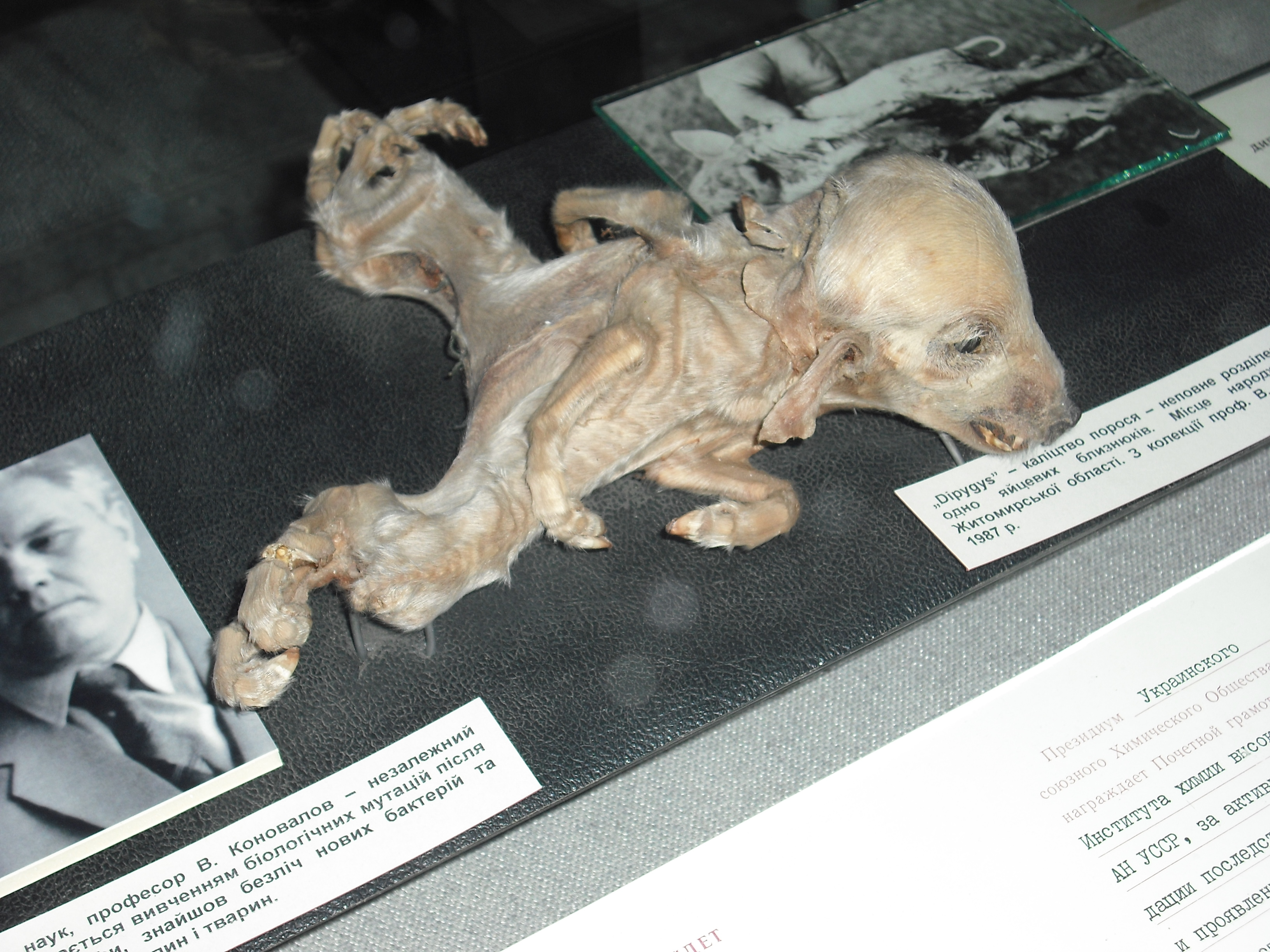
ウクライナ国立チェルノブイリ博物館に展示されている、事故で拡散した放射性物質の影響で奇形になった豚の子

原子力発電所では安全性を確保しきることができず原子力事故を何度も引き起こした。放射線により人々の生命を奪ったり、放射性物質を拡散させてしまい遠方の人々の健康にまで悪影響をもたらすことになった。

## テクノロジーと哲学

### 技術主義
technicism（技術主義あるいは技術崇拝）とは、“人類はいつの日か全ての問題を解き明かし、テクノロジーを使って未来を制御できるようになる”などとする主張や考え方のことである。

### 技術史観
技術史観（theory of technological development）とは、歴史は究極的には技術の進歩により発展する、という見方。技術史観にとって思想・文化・社会制度は普遍的でなく盛衰を繰り返すが、技術は普遍的であり進歩・発展し続けている。人間の生活様式・社会関係・社会構造・文化・思想の飛躍的変化は、新技術（の発明と普及）によって起きるとされる。「農業革命→産業革命→エレクトロニクス革命」という段階的用語は、その例である。

### 楽観論
テクノロジーの進歩が社会や人間性にとって有益だという楽観的な仮定をする者として、トランスヒューマニズムや技術的特異点信奉者がいる。このようなイデオロギーでは、テクノロジーの進歩は道徳的にも肯定される。逆に批判的な者はこれらを科学万能主義やテクノユートピア主義の例とし、彼らが望む人間強化や技術的特異点に懸念を表明している。
テクノロジー楽観主義者の例としてカール・マルクスが挙げられることもある。

### 悲観論
逆にテクノロジーが進歩した社会には本質的に問題があるという悲観的見方をする者として、ヘルベルト・マルクーゼやジョン・ザーザンがいる。彼らは、そのような社会が技術的であるために、結果的に自由や精神的健全さを犠牲にするだろうと示唆した。
哲学者マルティン・ハイデッガーも、テクノロジーに対して真剣な懸念を持っていた。ハイデッガーは "The Question Concerning Technology" の中で「したがって、我々が単にテクノロジーを生み出し発展させる限り、テクノロジーの本質との関係を我々が経験することはなく、我慢することも回避することもない。我々はあらゆる場所でテクノロジーにつながれ、自由を奪われている。それは、我々がテクノロジーを熱望するか拒否するかとは無関係である」と書いている。
ハイデガーの技術論としばしば比較されるのが、フランスのプロテスタント思想家、ジャック・エリュールの技術社会論である。技術の「自律性」を主題とするエリュールの技術社会論は、技術決定論の典型としばしば見なされ、現代社会を抜け道のない「鉄の檻」として誤って描き出したとして批判されてきた。
テクノロジーへの最も痛烈な批判としては、今ではディストピア文学の古典とされているオルダス・ハクスリーの『すばらしい新世界』、アンソニー・バージェスの『時計じかけのオレンジ』、ジョージ・オーウェルの『1984年』などがある。また、ゲーテの『ファウスト』ではファウスト博士が悪魔に魂を売って物理世界を超越した力を得るが、これはテクノロジーによる工業化の進展の比喩と解釈されることがある。
1980～90年代の反テクノロジー的論文のひとつとして、セオドア・カジンスキー（ユナボマー）の Industrial Society and Its Future を挙げることも可能であろう。彼の起こした爆破事件をやめさせるため、この論文が複数の主要な新聞に掲載され、後には本にも収録された。カジンスキーは、エリュールの技術社会批判から少なからぬ影響を受けたと言われている。
核兵器の開発・保有・使用がもたらす危険性は世界中で危惧されている。現在、核兵器全般に、包括的核実験禁止条約、核不拡散条約などで規制されている。核廃絶を求める人々は多い。
また、原子力技術の領域では十分な安全性を確保しきれていない状態であるという事実を踏まえて、ヨーロッパではドイツなどで原子力発電のテクノロジーには反対する人々が多い。ドイツでは原子力発電所の全廃を実施、ベルギーでも議会ですでに全廃法案を可決し、その実施が進んでいる。こうした運動を反原子力運動とも言う。
最近の議論として、コンピューター・通信・バイオテクノロジーなどの急速な進展とは裏腹に、エネルギーや宇宙開発などの技術は長期間停滞しており、それが経済に影響しているという説もある。

### 適正技術
20世紀にはジャック・エリュールらにより、適正技術 (appropriate technology) という考え方が出てきた。これは例えば、文明が及んでいない僻地では修理が困難な最先端のテクノロジーを持ち込むのは不適切だとする考え方である。エコビレッジの考え方もこれに関連して生まれた。

## 人類以外のテクノロジー

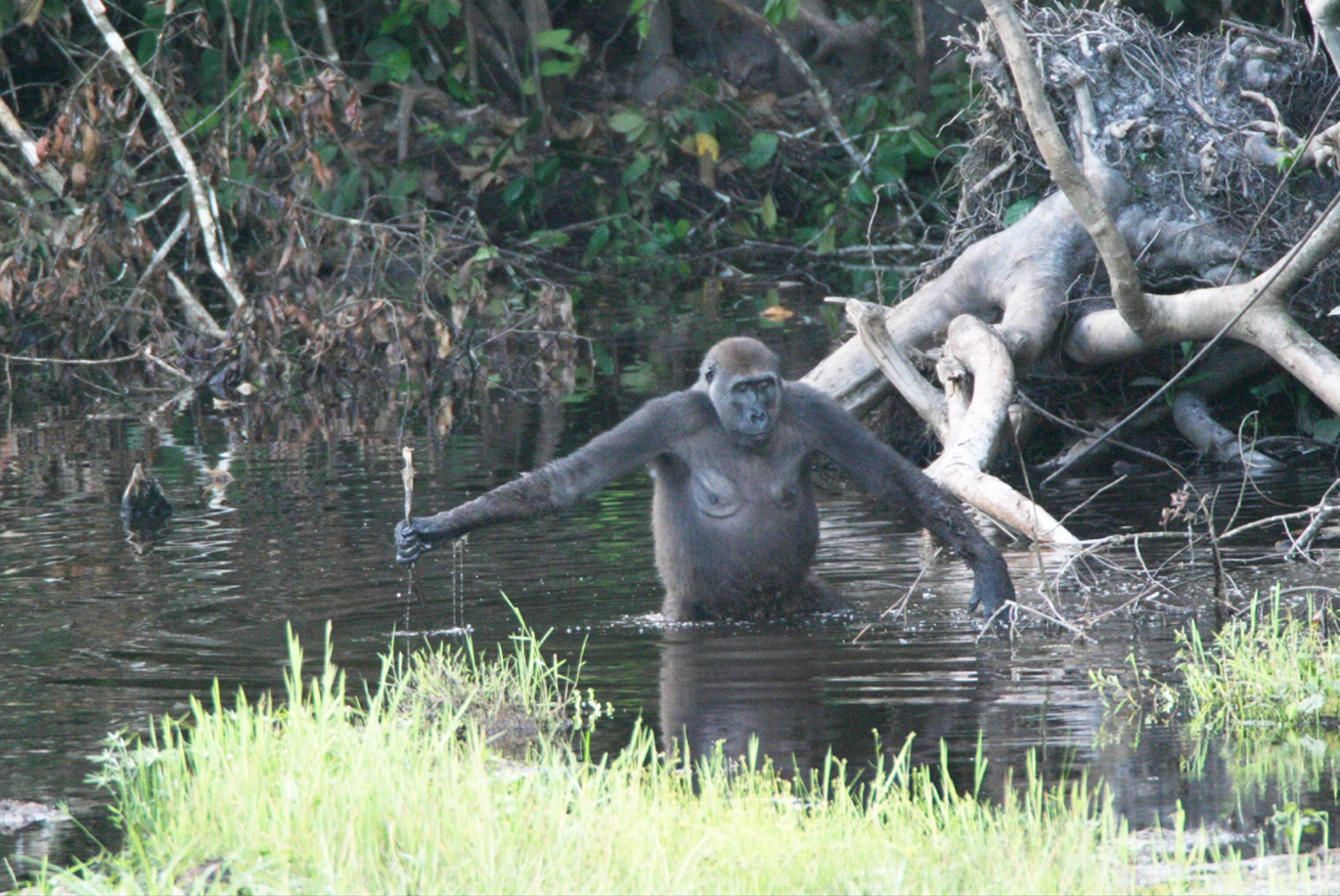
ゴリラが木の枝を水深を調べるのに使っている。Credit: Public Library of Science

初歩的なテクノロジーは人類以外の動物でも見られる。例えばチンパンジーなどの霊長類やイルカ、カラスなどである。テクノロジーをより広い意味で捉え、能動的に環境を調整し制御しようとする動物の行動も含めると、ビーバーの作るダムやミツバチの巣なども含まれる。
従来、道具を作って利用する能力は、ヒト属に固有のものと考えられていた。しかし、チンパンジーなどの霊長類が道具を作る例が見つかり、テクノロジーは人類固有のものではないことが明らかとなった。例えば、野生のチンパンジーが道具を使って食料を探す様子が研究者によって観察されている。西アフリカのチンパンジーは石をハンマーと金床のように使って木の実を割っており、ブラジルのオマキザルも同様の行動を見せる。

## 関連項目

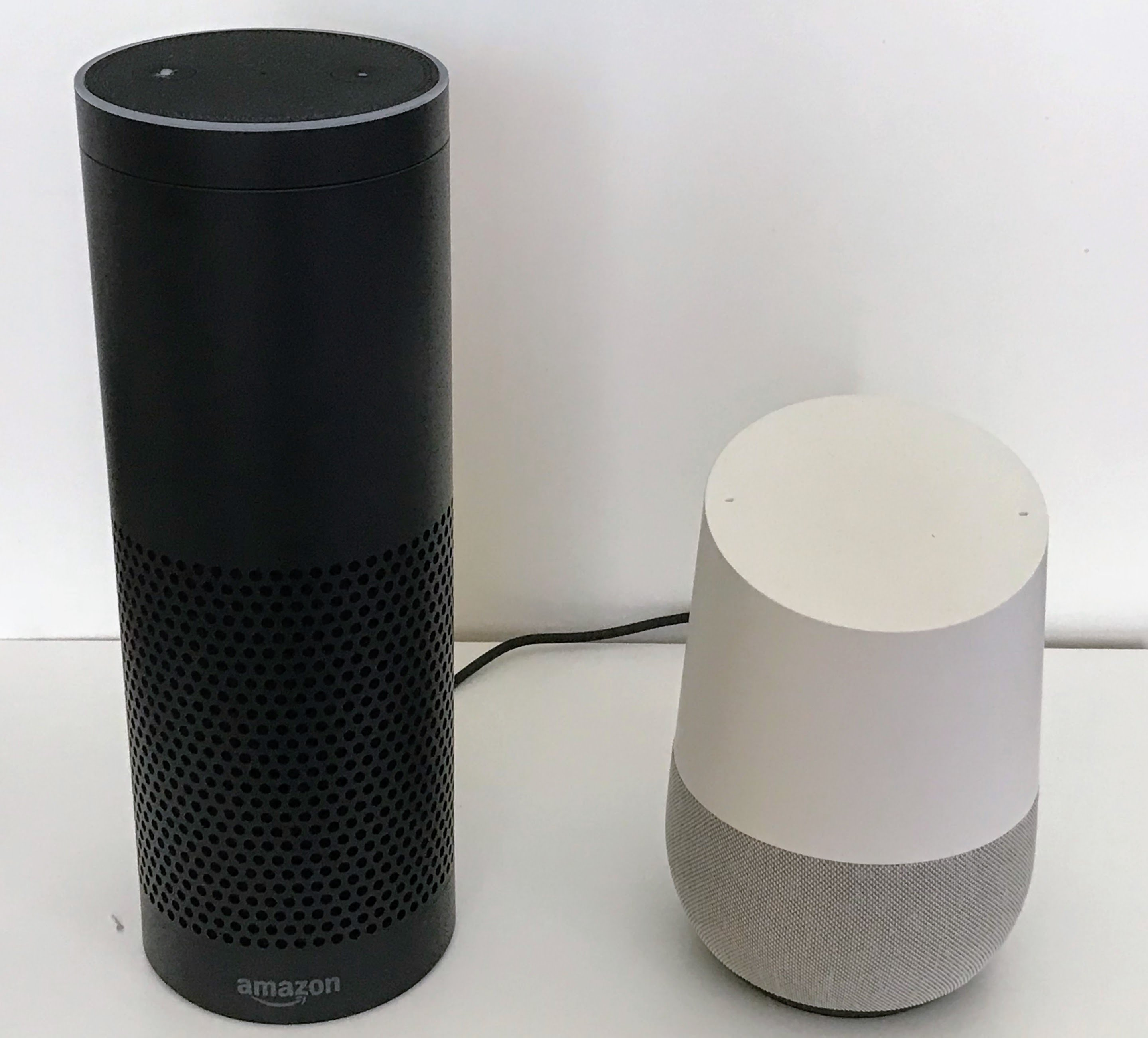
20世紀に研究が行われていた人工知能は、数度の段階を経て進展を見せ、最近では人の音声を理解し、即座に知識を集め、質問に対する答えを音声で提供したり、まるで召使（や執事）のように持ち主の希望に沿うように家電製品のスイッチを操作することもできるようになった。（写真は2010年代末時点でシェアの比較的高いスマートスピーカー 2種　）。人工知能はこのまま性能が上がりつづければ、しばらくするうちにシンギュラリティ（技術的特異点）をもたらすことになるだろう、と予測する技術哲学者・科学哲学者も多い。